# 30267 Raghuvanshi
30267 Raghuvanshi este un asteroid din centura principală de asteroizi.

## Descriere
30267 Raghuvanshi este un asteroid din centura principală de asteroizi. A fost descoperit pe 29 aprilie 2000 la Socorro, New Mexico, în cadrul proiectului LINEAR. Asteroidul prezintă o orbită caracterizată de o semiaxă mare de 2,62 ua, o excentricitate de 0,05 și o înclinație de 0,4° în raport cu ecliptica.